# Joaquim Barreto
Joaquim Barroso de Almeida Barreto (22 de dezembro de 1950) é um deputado e político português. Ele é deputado à Assembleia da República na XIV legislatura pelo Partido Socialista. Ele é engenheiro de recursos naturais.